# Guimbi Ouattara
Guimbi, đôi khi là Guimbé, Ouattara (1836-1919) là một nhà cai trị và nhà lãnh đạo quân sự Tây Phi, ngày nay là Burkina Faso.
Ouattara là con gái lớn của Diori Ouattara và Makogo Ouattara. Cha bà mất khi cô mới ba tuổi và em trai bà đã kế vị ông, nhưng bà vẫn tiếp tục đóng vai trò tích cực trong chính trị khu vực. Bà đã tham gia vào một số chiến dịch quân sự trong suốt sự nghiệp của mình. Đáng chú ý là bà đã làm việc với Samori Ture, một vị vua từ Guinea để hạ bệ Tiéfo nổi loạn; bà đã ở bên ông khi nguồn tin của ông phá hủy Noumoudara, và bà vẫn là một người có ảnh hưởng mạnh mẽ tởBobo-Dioulasso trong những năm sau đó. Bà ngăn Ture tự mình phá hủy thành phố bằng cách cho ông những món quà và tặng ông một lọ thuốc ma thuật để khiến ông ta thay đổi kế hoạch. Đến năm 15 tuổi, Ouattara đã kết hôn và góa chồng ba lần. Bà cũng tích cực trong ngoại giao với các nhà thám hiểm châu Âu, nhận Louis-Gustave Binger, François Crozat, và Parfait-Louis Monteil. Ngày nay, Ouattara vẫn được nhớ đến ở Bobo-Dioulasso, nơi có một bệnh viện phụ sản  và một trường chuyên nghiệp đều mang tên bà. Lăng của bà, một cấu trúc hiện đại, vẫn có thể được viếng thăm.

## Giải cứu Bobo- Dioulasso
Samori Ture, vị vua tàn nhẫn từ Guinea đã đến để tiêu diệt Guimbi và vương quốc của bà bởi vì họ là người Hồi giáo. Tièfo, kẻ thù của ông đến từ Pháp. Tièfo là một người Hồi giáo, nhưng, ông ta và vương quốc của ông ta tách ra khỏi Guimbé và người dân của bà vì sự khác biệt tôn giáo mà họ có. Vì vậy, để ngăn Ture phá hủy vương quốc của bà, Guimbi đã đến gặp Ture để mang lại hòa bình cho vương quốc của bà. Để làm hòa với ông và vương quốc của ông, bà đã mang cho ông ta vô số quà và làm cho ông thứ mà họ gọi là một lọ thuốc ma thuật có trong sữa mà ông đã uống. Bằng cách trao tặng những món quà tuyệt vời này, họ đã nói về hòa bình và cách họ cần loại bỏ kẻ thù chung là người Tièfo. Cùng với vương quốc Ouattara và Ture hạ bệ Tiéfo nổi loạn và người dân của ông đã cứu cả vương quốc của họ khỏi bị phá hủy. Để hợp tác với Ture và cứu vương quốc đã tạo nên Guimbé, một người rất đặc biệt và dũng cảm với người dân của bà và thành phố Bobo- Dioulasso. Bà đã cứu vương quốc của mình hai lần từ hai vương quốc khác nhau. Vì đã cứu vương quốc, người ta vẫn nhớ cho đến ngày nay bởi người dân và đất nước của bà, nơi bà được đặt tên theo một bệnh viện và trường học. Có một bảo tàng trong nước chỉ dành cho bà.